# Freedom House

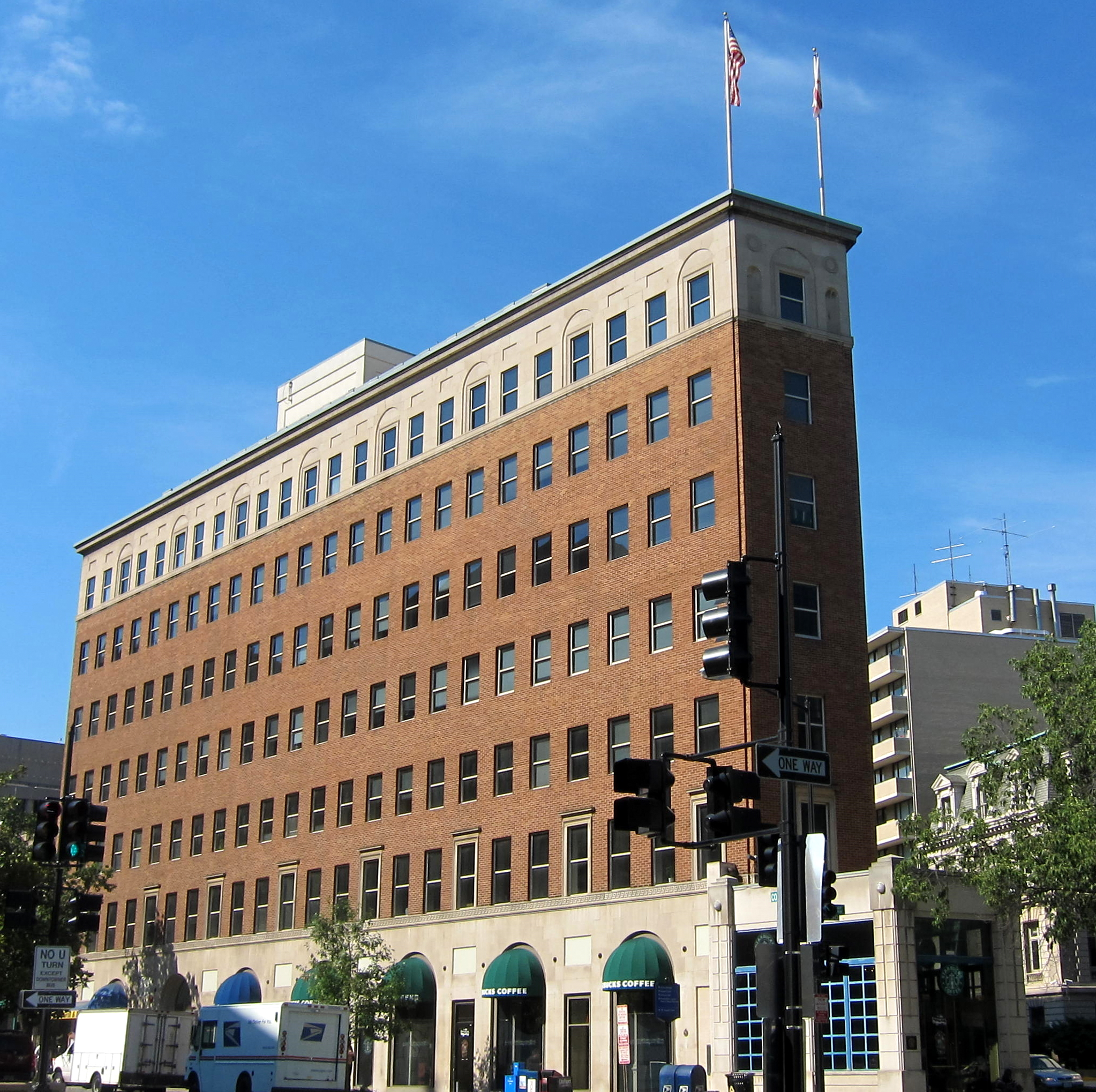
Verwaltung in Dupont Circle in Washington, D.C.

Freedom House ist eine internationale Nichtregierungsorganisation mit Sitz in Washington, D.C., deren Ziel es ist, liberale Demokratien weltweit zu fördern. Bekannt ist sie vor allem durch ihre jährlich veröffentlichten Berichte Freedom in the World  und Freedom of the Press.
Der seit 1973 veröffentlichte Freedom in the World zählt zu den ältesten Indizes, die Freiheit und Demokratie untersuchen. Diese Berichte erfahren weitreichende Beachtung in Medien, Wissenschaft und Politik.

## Geschichte
Die Organisation wurde 1941 von Wendell Willkie, Eleanor Roosevelt, George Field, Dorothy Thompson, Rex Stout, Herbert Bayard Swope und anderen in New York als Reaktion auf den totalitären Nationalsozialismus gegründet. Entgegen der damals vorherrschenden isolationistischen Außenpolitik setzte sich Freedom House zu dieser Zeit für einen Eintritt der USA in den Zweiten Weltkrieg auf Seiten Großbritanniens ein. In den Nachkriegsjahren unterstützte Freedom House den Marshall-Plan und die Gründung der NATO. Obwohl selbst ausgeprägt antikommunistisch, war Freedom House ein ausgesprochener Gegner des McCarthyismus. Während der 1950er und 1960er Jahre unterstützte es die Bürgerrechtsbewegung in den USA. Infolge des weltweiten Zerfalls ziviler Freiheiten durch realsozialistische Systeme, diktatorische Regimes und Militärjuntas in Asien, Afrika und Lateinamerika erarbeitete Freedom House Kriterien zur Beurteilung von Menschenrechten und bürgerlichen Freiheiten. Es war engagiert in der Verteidigung mehrerer Dissidenten in der Sowjetunion, darunter auch von Andrei Sacharow. In den 1980er Jahren unterstützte es die Solidarność-Bewegung in Polen und die demokratische Opposition auf den Philippinen.
Im Mai 2024 erklärten die russischen Behörden Freedom House zu einer „unerwünschten Organisation“.

## Finanzierung
Freedom House zählt mehrere Institutionen der US-Regierung zu seinen größten Geldgebern. Zu den drei größten Spendern gehörte 2010 der Demokratieförderfonds der Vereinten Nationen (UNDEF). Dazu kommen Mittel weiterer Regierungen sowie verschiedener halböffentlicher und privater Stiftungen, etwa der Open Society Foundations von George Soros. 2016 finanzierte sich Freedom House dem eigenen Finanzreport zufolge zu 86 Prozent durch Gelder der US-Regierung. Zu den wichtigen Unterstützern gehörten auch das EU-Menschenrechtsprogramm und die Regierungen von Kanada, der Niederlande und Norwegen. Google zahlte 2017 mehr als 100.000 Dollar, Facebook ebenso wie der britische Rüstungskonzern BAE Systems mehr als 50.000 Dollar. Aufgrund dieser Finanzierungsstruktur wird die Organisation häufig mit dem Vorwurf politischer Parteilichkeit konfrontiert.

## Berichte

### „Freedom in the World“

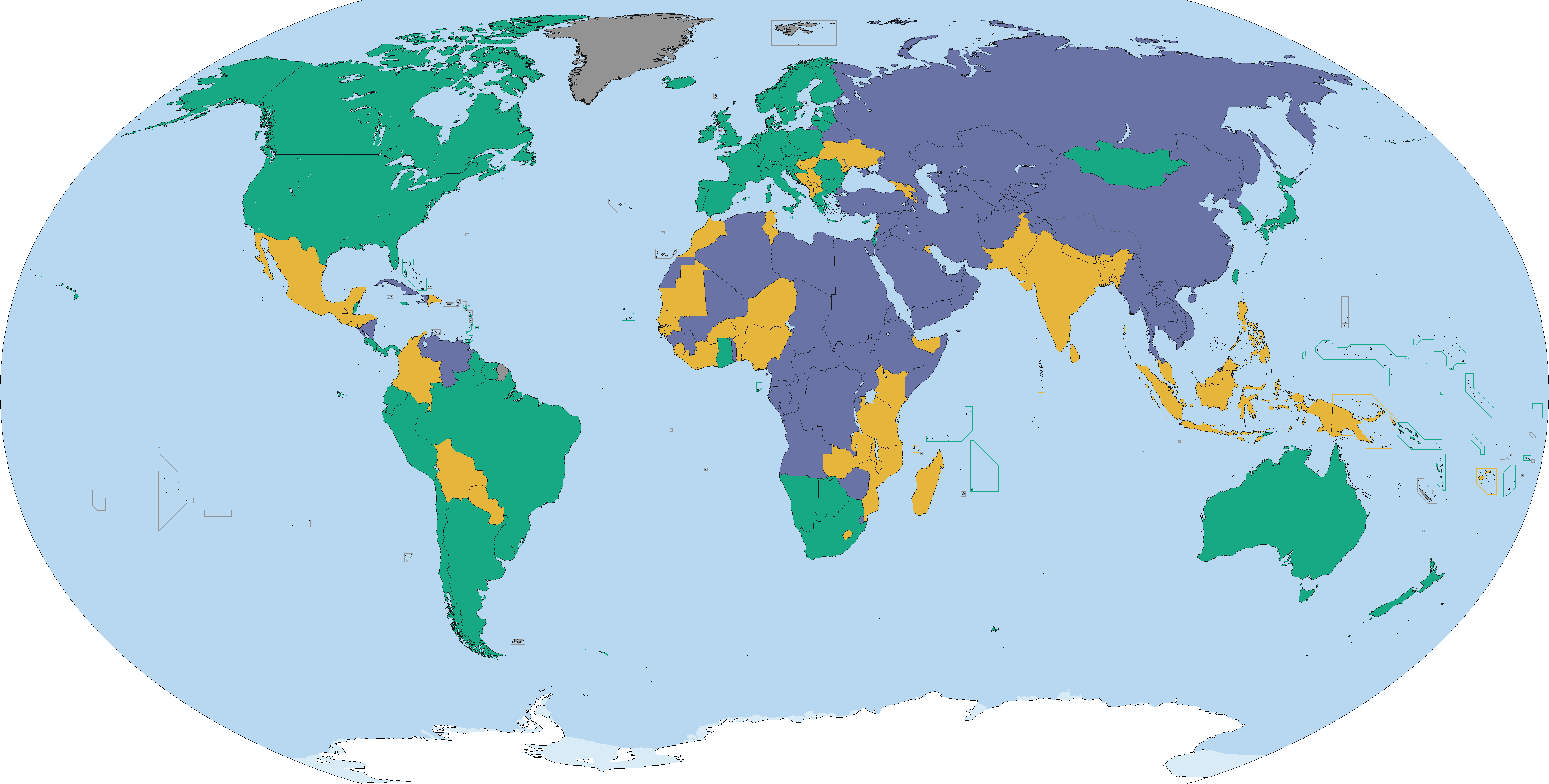
Freedom-House-Klassifizierung der Länder nach Grad ihrer politisch-zivilen Freiheit 2021 (Bericht 2022)
frei
teilweise frei
nicht frei

Anteil freier, teilweise freier und nicht freier Staaten, 1972–2021, politisch-zivil
frei
teilweise frei
nicht frei

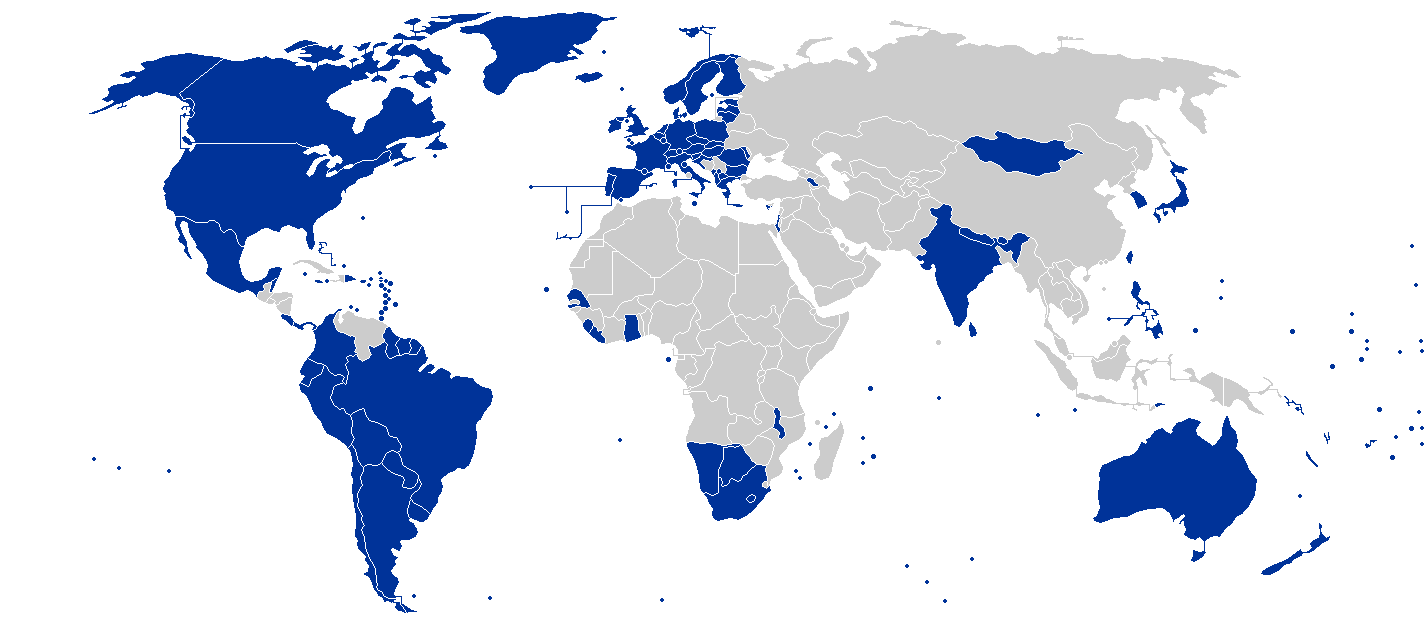
hervorgehobene Länder werden als „Wahldemokratien“ eingestuft – Bericht 2017

Freedom House erstellt seit 1973 einen jährlichen Bericht, Freedom in the World, in dem sie den Grad an Demokratie und Freiheit in Nationen und bedeutenden umstrittenen Territorien auf der ganzen Welt bewertet. Bis 2019 wurden die politischen Rechte und die bürgerlichen Freiheiten dabei auf einer Skala von 1 (am freiesten) bis 7 (am wenigsten frei) angegeben. Seit 2020 werden zur genaueren Differenzierung maximal 40 Punkte in der Kategorie „politische Rechte“ und maximal 60 Punkte in der Kategorie „bürgerliche Freiheiten“ vergeben.
Bis 2003 galten Staaten, bei denen der Durchschnittswert für politische und bürgerliche Freiheiten zwischen 1,0 und 2,5 lag, als „frei“. Staaten mit Werten zwischen 3,0 und 5,5 galten als „teilweise frei“ und jene mit Werten zwischen 5,5 und 7,0 als „unfrei“. Seit 2003 erstreckt sich der Bereich „teilweise frei“ von 3,0 bis 5,0, „unfrei“ von 5,5 bis 7,0.

#### Kategorien
Freedom House liefert für jedes Land numerische Bewertungen für diese sieben Indikatoren:
- Nationale demokratische Regierungsführung. Berücksichtigt den demokratischeren Charakter des Regierungssystems; und die Unabhängigkeit, Effektivität und Rechenschaftspflicht der Legislative und Exekutive.
- Wahlprozess. Untersucht nationale Exekutiv- und Legislativwahlen, den Wahlrahmen, das Funktionsweise von Mehrparteiensystemen und die Beteiligung der Bevölkerung am politischen Prozess.
- Zivilgesellschaft. Bewertet die organisatorische Kapazität und finanzielle Tragfähigkeit des zivilgesellschaftlichen Sektors, das rechtliche und politischen Umfelds, in dem er tätig ist, das Funktionieren der Gewerkschaften, die Beteiligung von Interessengruppen am politischen  Prozess und die Bedrohung durch antidemokratische extremistische Gruppen.
- Unabhängige Medien. Untersucht den aktuellen Stand der Presse Pressefreiheit, einschließlich Verleumdungsgesetze, Belästigung von Journalisten und Unabhängigkeit der Redaktionen, das Funktionieren einer finanziell lebensfähigen und unabhängigen privaten Presse und die Funktionsweise der öffentlichen Medien.
- Lokale demokratische Regierungsführung. Berücksichtigt die Dezentralisierung der Macht, die Zuständigkeiten, die Wahl und die der lokalen Regierungsorgane sowie die Transparenz und Rechenschaftspflicht der lokalen Behörden.
- Justizieller Rahmen und Unabhängigkeit. Bewertet Schutz der Verfassungs- und Menschenrechte, richterliche Unabhängigkeit, den Status der Rechte ethnischer Minderheiten, Garantien für die Gleichheit vor dem Gesetz, die Behandlung von Verdächtigen und Gefangenen sowie die Einhaltung von Gerichtsentscheidungen.
- Korruption. Untersucht die öffentliche Wahrnehmung von Korruption, die Geschäftsinteressen von Spitzenpolitikern, die Gesetze über finanzielle Offenlegung von Finanzen und Interessenkonflikten, sowie die Wirksamkeit von Initiativen zur Korruptionsbekämpfung.

### „Press Freedom Survey“

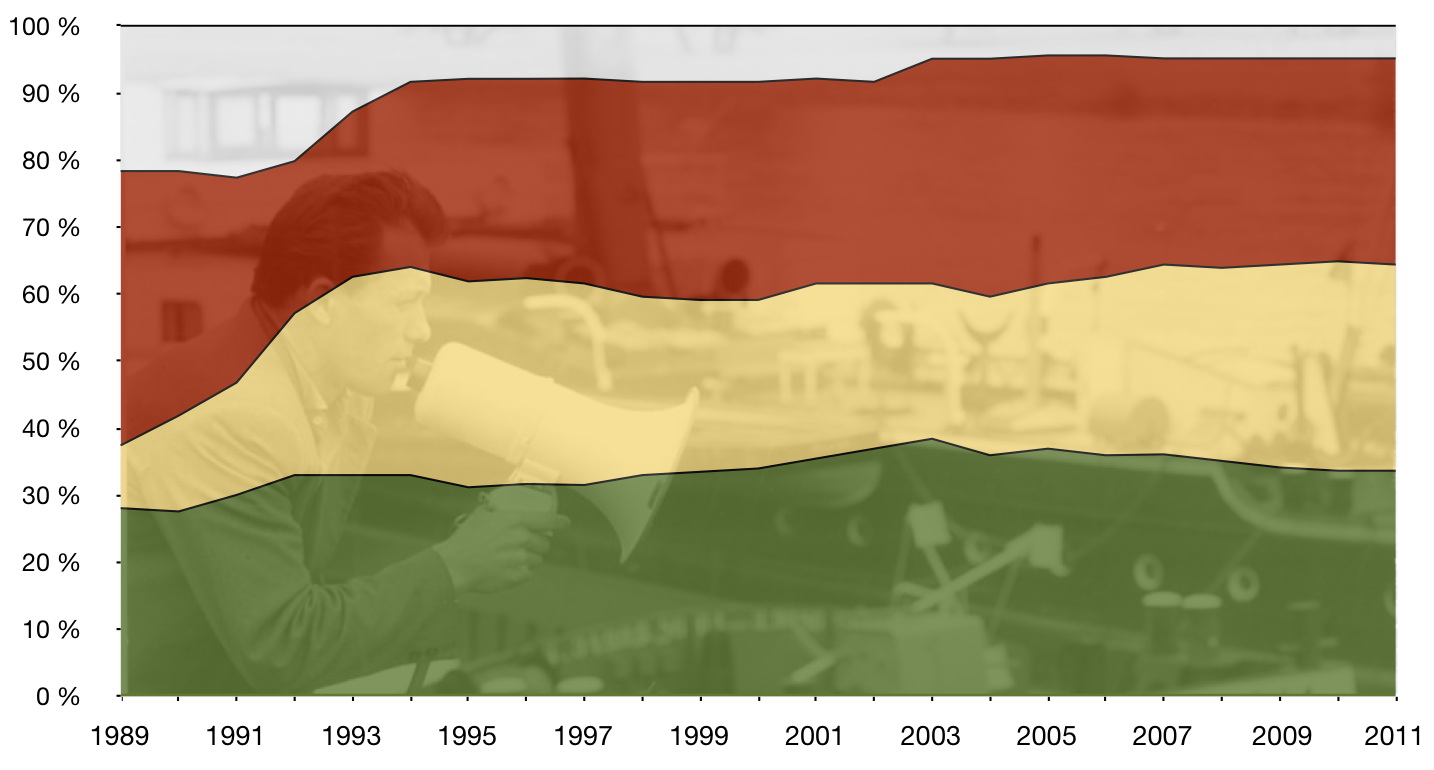
Entwicklung der Pressefreiheit seit 1989 (Anteil der Staaten mit freier, teilweise freier und nicht freier Presse)
nicht untersucht
nicht frei
teilweise frei
frei

Freedom House erstellt auch einen jährlichen Bericht über die Pressefreiheit (Press Freedom Survey), Governance in den Staaten der früheren Sowjetunion (Nations in Transit) und Staaten im Grenzbereich der Demokratie (Countries at the Crossroads).